# Plamistość liści borówki

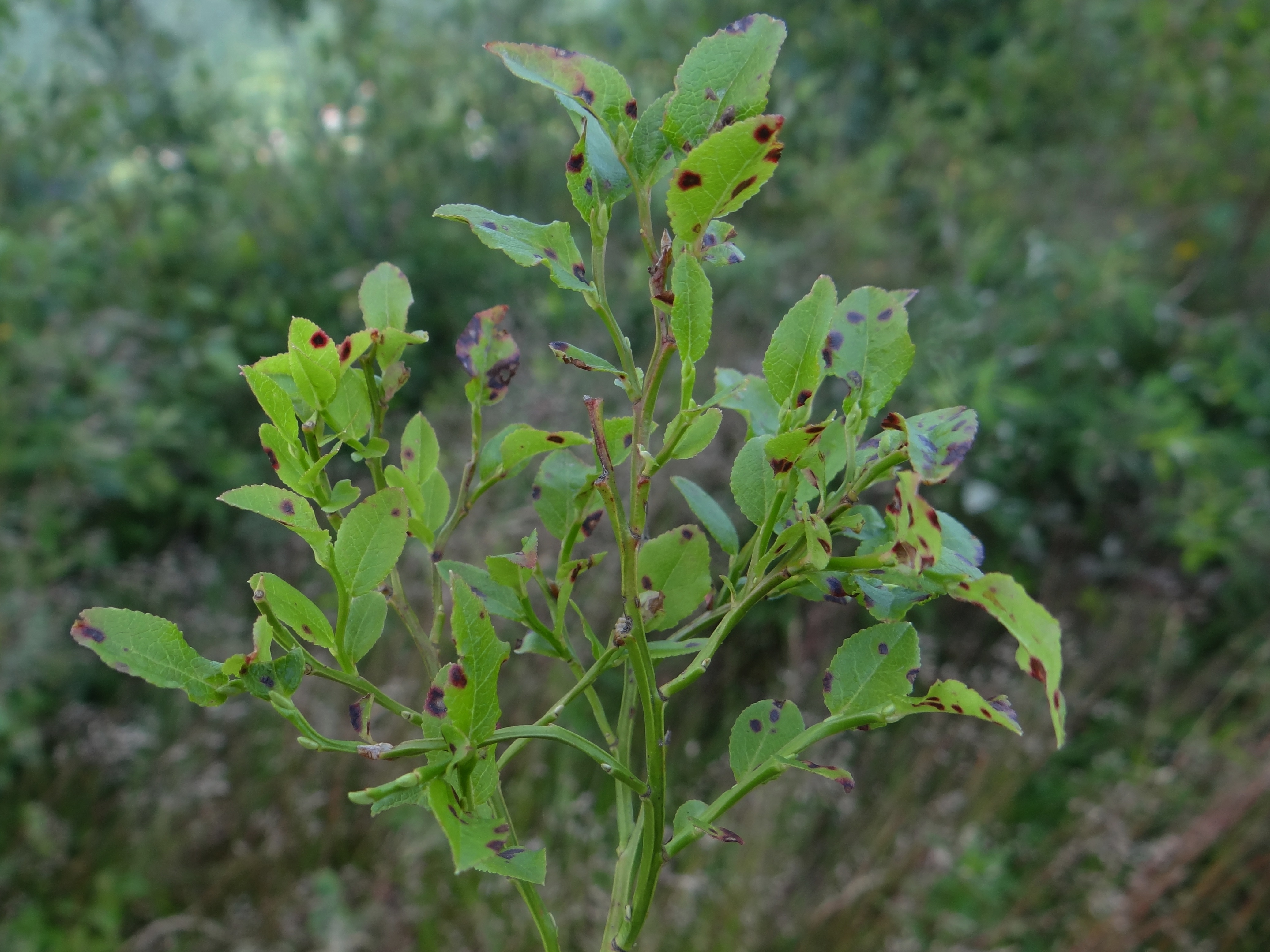
Plamy na liściach borówki czarnej wywołane przez Valdensinia heterodoxa

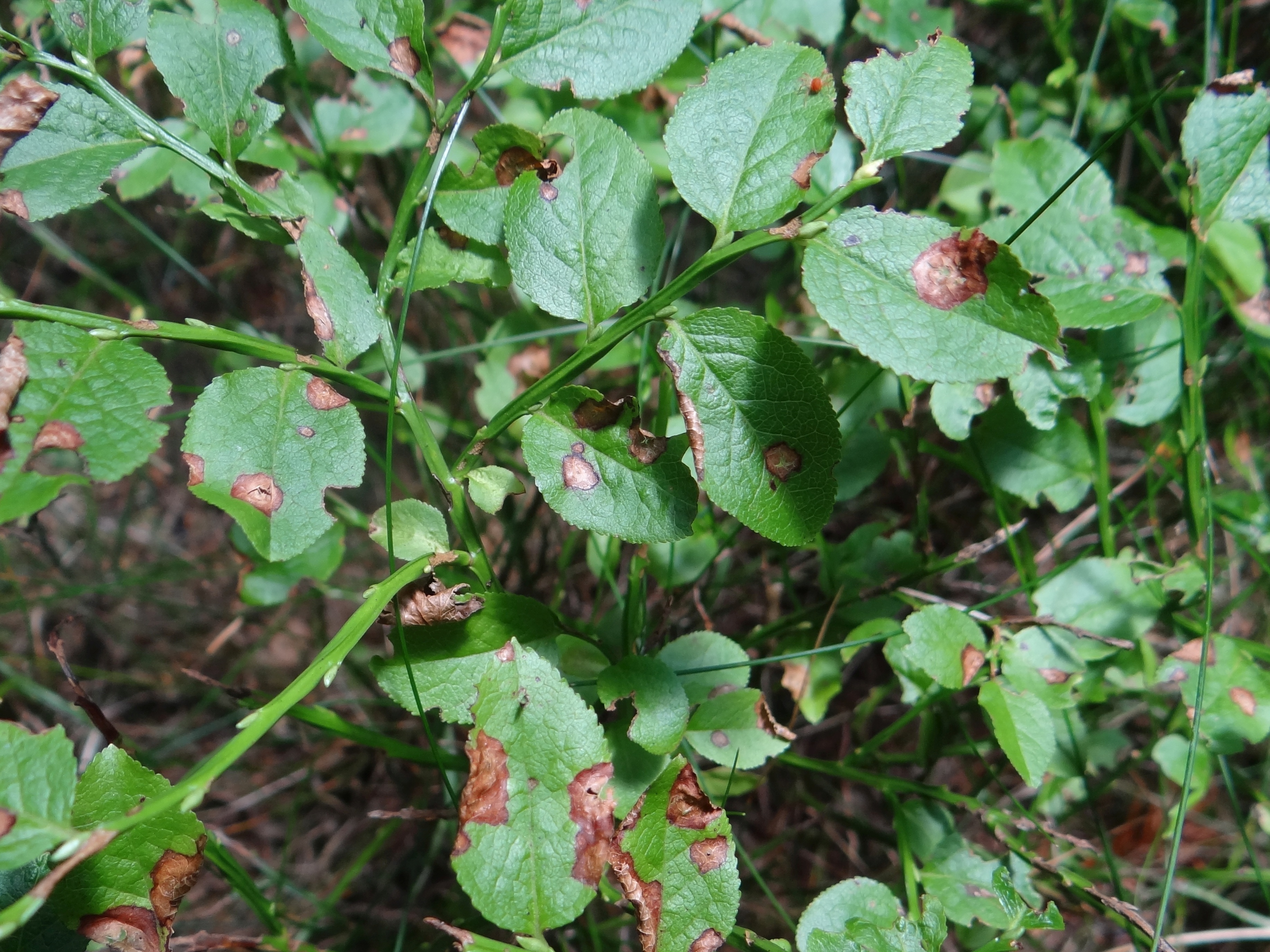
Znekrotyzowane plamy na liściach borówki czarnej wywołane przez Valdensinia heterodoxa

Plamistość liści borówki – grzybowa choroba borówek (Vaccinium) wywołana przez Valdensinia heterodoxa.

## Występowanie
Choroba atakuje dziko rosnące borówki – borówkę czarną i borówkę brusznicę oraz uprawianą borówkę wysoką (zwaną też borówką amerykańską). Występuje także na wielu innych gatunkach roślin, zwłaszcza z rodziny wrzosowatych (Ericaceae). Na dziko rosnących borówkach obserwowano w Polsce tę chorobę już w latach 20. XX wieku. W 2011 r. pojawiły się pierwsze doniesienia o jej wystąpieniu na plantacjach borówki wysokiej. W Kanadzie i Japonii choroba ta stanowi już problem. W Polsce na dziko rosnącej borówce czarnej występuje ona powszechnie, należy się spodziewać, że rozprzestrzeni się również na plantacjach borówek, które często zakładane są na obrzeżach lasów.

## Objawy i szkodliwość
Patogen na liściach porażonych borówek powoduje powstawanie okrągłych lub owalnych plam o średnicy do 1 cm. Plamy są strefowane, mają kolor w różnych odcieniach brązu. Czasami  są to plamy nekrotyczne z fioletową obwódką. Kolor plam zależy od nasłonecznienia. W miejscach dobrze nasłonecznionych obwódka plamy jest intensywniejsza, a sama plama jest mniejsza, niż u roślin rosnących w cieniu. Prawdopodobnie rośliny rosnące w słońcu bronią się przed chorobą wytwarzając antocyjany.
Liście silnie porażone przedwcześnie opadają, a silnie porażone krzaki borówki wysokiej obumierają. Czasami krzaki powtórnie wytwarzają nowe liście, jednak takie rośliny w przyszłym roku już nie wytworzą kwiatów. Porażenie plantacji przez chorobę skutkuje obniżeniem plonu, ponadto porażone rośliny nie zdążają przygotować się do zimy i łatwiej przemarzają.

## Epidemiologia
Grzyb zimuje na opadłych, porażonych liściach. Powstają w nich sklerocja, a w nich apotecja wytwarzające zarodniki płciowe zwane askosporami. Dokonują one wiosną infekcji pierwotnej. W okresie wegetacyjnym na porażonych roślinach wytwarzane są zarodniki bezpłciowe (konidia), które dokonują infekcji wtórnych rozprzestrzeniających chorobę.Wytwarzanie i rozsiewanie zarodników odbywa się w warunkach dużej wilgotności powietrza utrzymującej się przez dłuższy czas. W Polsce takie warunki występują w marcu i kwietniu. Po 3 dniach wilgotnej pogody zaczynają powstawać zarodniki konidialne. Rozprzestrzeniają się na sąsiednie samodzielnie, bez udziału deszczu i wiatru. Odbywa się to w ten sposób, że pęczniejące podczas wilgotnej pogody ramiona zarodników rozprostowują się, i odpychając się od liścia rośliny wyrzucają zarodniki na odległość 20–30 cm. Zarodniki przenoszone są też przez ludzi i maszyny pracujące na plantacji. Kiełkują w temperaturze 5–30 °C, optymalna temperatura kiełkowania wynosi 15–20 °C. Strzępki patogenu wnikają nawet do 14 µm w głąb tkanek roślinnych.

## Ochrona
W USA przed plamistością liści borówek stosuje się głównie profilaktykę. Polega to na ograniczeniu przemieszczania się ludzi i maszyn rolniczych na plantacjach w okresie, gdy rośliny są zwilżone. Zmniejsza to rozprzestrzenianie się zarodników patogenu. Porażone krzewy usuwa się i pali. W Kanadzie stosuje się opryskiwanie fungicydem Pristine WG, w którym substancjami czynnymi są boskalid i piraklostrobina. W Polsce substancje te zawiera Signum 33WG. Zarejestrowany jest do zwalczania szarej pleśni, ale może być również skuteczny do zwalczania Valdensinia heterodoxa.